# ریکا تاکایاما
ریکا تاکایاما (انگلیسی: Rika Takayama؛ زادهٔ ۲۷ اوت ۱۹۹۴) جودوکار زن اهل ژاپن است.